# Marius Toma
Marius Toma (n. 15 mai 1986 în Mihăilești, Giurgiu) este un fotbalist român care joacă pe postul de portar.
Pe 29 martie 2006 a primit Medalia „Meritul Sportiv” clasa a II-a cu o baretă din partea președintelui României de atunci, Traian Băsescu, pentru că a făcut parte din lotul echipei FC Steaua București care obținuse până la acea dată calificarea în sferturile Cupei UEFA 2005-2006.

## Cariera
A jucat pentru Steaua II București, Concordia Chiajna, Farul, Râmicu Vâlcea.

## Legături externe
- Marius Toma la Romaniansoccer.ro